# Mała Popadia
Mała Popadia – (1598 m n.p.m.) szczyt w południowo-zachodniej części Gorganów, które są częścią Beskidów Wschodnich. Jest jednym ze szczytów zachodniego ramienia masywu górskiego, znajdującego się na wschód od Wierchu Czarnej Riki (1269 m n.p.m.), za przełęczą Płyśce.